# Federico Celestini
Federico Celestini (* 5. Dezember 1964 in Rom) ist ein italienischer Musikwissenschaftler. Seit 2011 hat er den Lehrstuhl für Musikwissenschaft an der Leopold-Franzens-Universität Innsbruck (Österreich) inne.

## Studium und Werdegang
Federico Celestini studierte Violine an der Musikhochschule Giulio Briccialdi in Terni (Italien) sowie Musikwissenschaft, Literaturwissenschaft und Ästhetik an der Universität La Sapienza in Rom. Nach der Promotion 1998 und der Habilitation 2004 – beide im Fach Musikwissenschaft – an der Karl-Franzens-Universität Graz war er von 1999 bis 2005 Mitarbeiter mit Koordinationsaufgaben im Fachbereich Musikwissenschaft des Spezialforschungsbereichs Moderne – Wien und Zentraleuropa um 1900 an der Karl-Franzens-Universität Graz. Von 2008 bis 2011 war Celestini als Dozent am Institut für Musikästhetik der Kunstuniversität Graz. Seit Oktober 2011 lehrt und forscht er als Universitätsprofessor am Institut für Musikwissenschaft der Universität Innsbruck. 
Celestini leitete von 2010 bis 2012 das vom FWF geförderte Projekt Scelsi und Österreich. Seit 2011 gibt er die Zeitschrift Acta Musicologica mit heraus. Fellowships und Gastprofessuren führten ihn an die University of Oxford (British Academy, 2002), an das Riemenschneider Bach Institute (2004), an die Freie Universität Berlin (Alexander von Humboldt-Stiftung, 2005–2007) sowie an die University of Chicago (Mellon Foundation, 2010).
2018 wurde Celestini in die Österreichische Akademie der Wissenschaften (ÖAW) gewählt. 2021 wurde er wirkliches Mitglied der philosophisch-historischen Klasse der ÖAW. 2022 erhielt er den Tiroler Landespreis für Wissenschaft.

## Schwerpunkte
- Musik des 17.–21. Jahrhunderts
- Kulturwissenschaftliche Zugänge zu Musik
- Musikästhetik (klassische Antike, deutscher Idealismus, Nietzsche, kritische Theorie, Poststrukturalismus, Klangtheorien)
- Mittelalterliche Mehrstimmigkeit
- Mittelalterliche Musik und Noten
- Intermedialität
- Theorien des Performativen
- Theorien der musikalischen Schrift[4]

## Bücher
- Nietzsches Musikphilosophie. Zur Performativität des Denkens. Wilhelm Fink Verlag, Paderborn 2016, ISBN 3770560574
- Die Unordnung der Dinge. Das musikalisch Groteske in der Wiener Moderne (1885–1914). Steiner, Stuttgart 2006 (Beihefte zum Archiv für Musikwissenschaft. 56), ISBN 3-515-08712-5.
- Die frühen Klaviersonaten von Joseph Haydn. Schneider, Tutzing 2004 (Beihefte zu den Studien zur Musikwissenschaft 52), ISBN 3-7952-1168-9.
- mit Andreas Dorschel: Arbeit am Kanon. Ästhetische Studien zur Musik von Haydn bis Webern. Universal Edition, Wien / London / New York 2010 (Studien zur Wertungsforschung 51), ISBN 978-3-7024-6967-2.
- mit Helga Mitterbauer (Hrsg.): Ver-rückte Kulturen. Zur Dynamik kultureller Transfers. Stauffenburg, Tübingen 2003; 2. korr. Auflage 2011, ISBN 978-3-86057-050-0.
- mit Moritz Csáky, Ulrich Tragatschnig (Hrsg.): Barock – Ein Ort des Gedächtnisses. Böhlau, Köln/Weimar/Wien 2007, ISBN 978-3-205-77468-6.
- mit Gregor Kokorz, Julian Johnson (Hrsg.): Musik in der Moderne/Music and Modernism. Böhlau, Köln/Weimar/Wien 2011 (= Wiener Veröffentlichungen zur Musikgeschichte, 9), ISBN 3-205-77438-8.
- mit Gregor Kokorz (Hrsg.): Rudolf Flotzinger: Das sogenannte Organum. Adeva, Graz 2011, ISBN 978-3-201-01921-7.

## Aufsätze
- Das blicklose Auge der klassischen Kunst. Ein Beitrag zur Klassik-Diskussion. In: Ad Parnassum. Journal of 18th- and 19th-Century Instrumental Music. I/1 (2003), S. 147–160.
- Der Trivialitätsvorwurf an Gustav Mahler. Eine diskursanalytische Betrachtung (1889–1911). In: Archiv für Musikwissenschaft. 62 (2005), S. 165–176.
- Viotti and the London Violin Concertos: A Challenge for Analysis and Historiography. In: Massimiliano Sala (Hrsg.): Giovanni Battista Viotti between the Two Revolutions. Bologna 2006 (Ad Parnassum Studies, 2), S. 253–272.
- The Acoustic Proximity of Temporal Distance. Auratic Sonority in Mahler’s Lieder eines fahrenden Gesellen. In: Melania Bucciarelli und Berta Joncus (Hrsg.): Music as Social and Cultural Practice. Essays in Honour of Reinhard Strohm. Woodbridge 2007, S. 355–373.
- Zwischen Konvention und Ausdruck. Walter Benjamin und die Musik. In: Moritz Csáky, Federico Celestini und Ulrich Tragatschnig (Hrsg.): Barock – Ein Ort des Gedächtnisses. Köln, Weimar und Wien 2007, S. 199–211.
- Aspekte des Erhabenen in Haydns Spätwerk. In: Basler Jahrbuch für historische Musikpraxis. 30, 2006 [2008], S. 79–98.
- Ferruccio Busonis 'Sezession'. Zum Klavierkonzert mit Männerchor op. 39. In: Archiv für Musikwissenschaft 65 (2008), Heft 4, S. 272–288.
- Schuberts Heimkehr. Figuren der Verfremdung im Heine-Lied „Die Stadt“. In: Dietmar Goltschnigg, Charlotte Grollegg-Edler und Peter Revers (Hrsg.): Harry ... Heinrich ... Henri ... Heine: Deutscher, Jude, Europäer. Berlin 2008, S. 231–239.
- Hören und Denken. Musikästhetik nach Adorno und der Postmoderne. In: Andreas Dorschel (Hrsg.): Kunst und Wissen in der Moderne. Otto Kolleritsch zum 75. Geburtstag. Wien 2009, S. 55–69.
- Gustav Mahlers Fünfte Symphonie. In: Peter Revers und Oliver Korte (Hrsg.): Gustav Mahler. Interpretationen seiner Werke. 2. Band. Laaber 2011, S. 3–51.
- mit Andreas Dorschel: Objective Music: Traditions of Soundmaking without Human Expression. In: Deniz Peters (Hrsg.): Bodily Expression in Electronic Music, New York – London 2012, S. 130–142
- „Struktur bei Schönberg, Figur bei Webern“. Harald Kaufmanns polemische Analyse. In: Musik & Ästhetik. 16/63, 2012, S. 43–54.
- Busoni und Scelsi, oder: Von den klingenden Hinterwelten. In: Archiv für Musikwissenschaft. 69/3, 2012, S. 218–228.
- Musik und kollektive Identitäten. In: Michele Calella und Nikolaus Urbanek (Hrsg.): Historische Musikwissenschaft: Grundlagen und Perspektiven. Stuttgart 2013, S. 318–337.